# Фізична культура

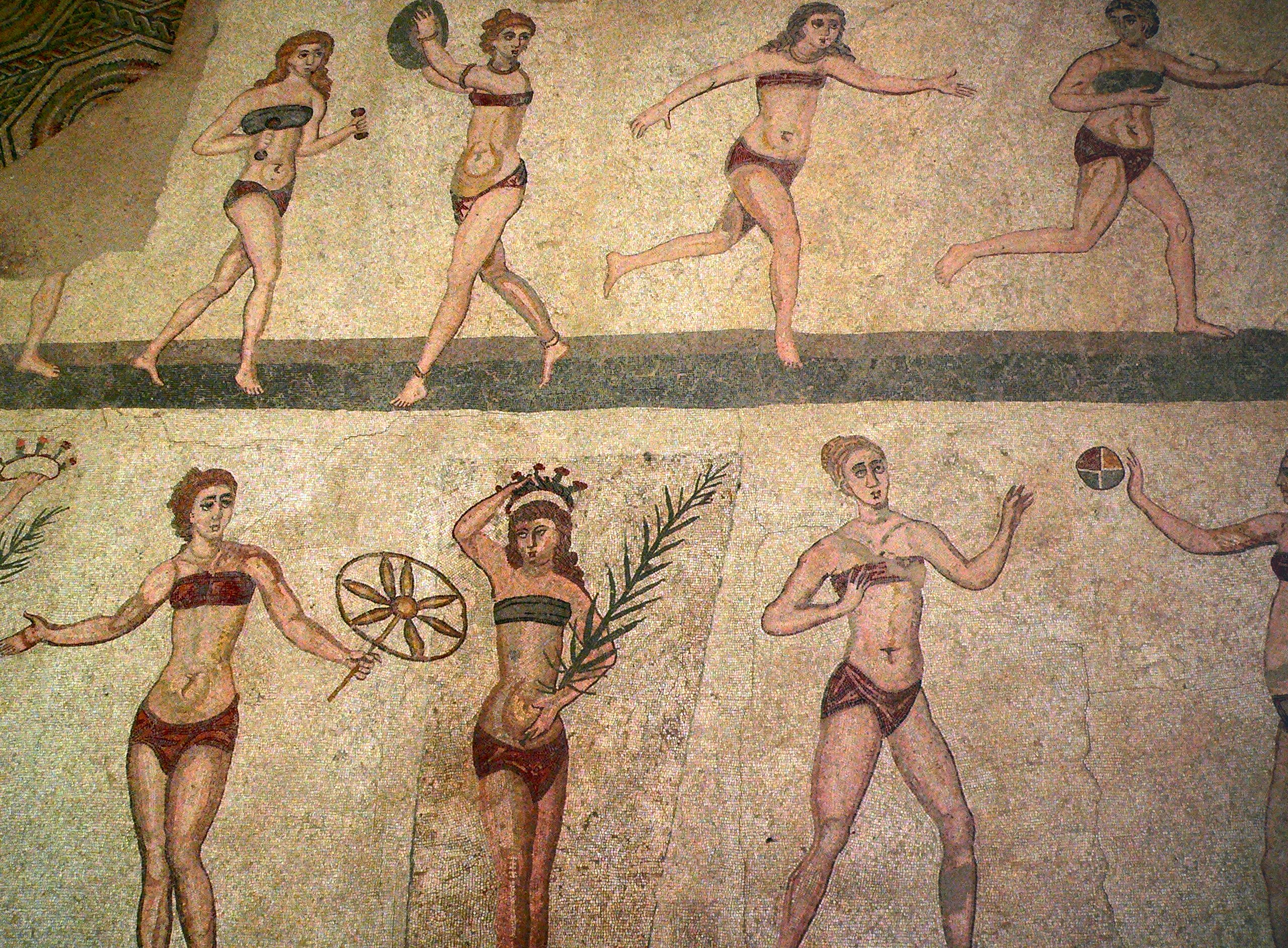
Молоді римлянки змагаються, із врученням переможниці корони та пальмової гілки, IV ст. н. е. Вілла Романа дель Казале

Підтягування на перекладині (тренування м'язів спини та верхніх кінцівок)

Фізи́чна культу́ра, фізкультура, руханка — складова частина культури, пов'язана з системою фізичного виховання, організації спорту, спеціальних наукових дослідів, технічних засобів, потрібних для фізичного виховання і спорту, громадської та особистої гігієни, раціональної організації активного відпочинку тощо.
Фізична культура є важливим засобом підвищення соціальної і трудової активності людей, задоволення їхніх моральних, естетичних та творчих запитів, життєво важливої потреби взаємного спілкування, розвитку дружніх стосунків між народами і зміцнення миру.
Основними показниками стану фізичної культури і спорту є:
- рівень здоров'я і фізичного розвитку різних верств населення;
- ступінь використання фізичної культури в різних сферах діяльності, рівень розвитку системи фізичного виховання, самодіяльного масового спорту;
- високі досягнення спортсменів України в окремих видах спорту;
- рівень забезпеченості кваліфікованими кадрами, спортивними спорудами та майном[1].

## Аспекти фізичної культури
- Діяльнісний аспект, який включає доцільну рухову активність у вигляді різних форм фізичних вправ, спрямованих на формування необхідних у житті рухових умінь і навичок; розвиток життєво важливих фізичних здібностей; оптимізацію здоров'я і працездатності.
- Предметно-ціннісний аспект представлений матеріальними (матеріально-технічні засоби) і духовними (наукові знання, методи) цінностями, створеними суспільством для забезпечення ефективності фізкультурної діяльності.
- Результативний аспект характеризується сукупністю корисних результатів використання фізичної культури, які виражаються у володінні людиною її цінностями, надбанні нею високого рівня фізичної дієздатності. Найсуттєвішим результатом повноцінного використання фізичної культури є виховання готовності людини взяти на себе відповідальність за свій фізичний стан і здоров'я після закінчення шкільного курсу «фізична культура».

## Вищі навчальні заклади

### Україна
- Олімпійський коледж імені Івана Піддубного (І рівень акредитації, Київ)
- Харківська державна академія фізичної культури (IV рівень акредитації)
- Львівський державний університет фізичної культури (IV рівень акредитації)
- Дніпропетровський державний інститут фізичної культури і спорту (III рівень акредитації)
- Запорізький національний університет (IV рівень акредитації)
- Херсонське вище училище фізичної культури (II рівень акредитації)
- Миколаївське вище училище фізичної культури (I рівень акредитації)
- Донецький державний інститут здоров'я, фізичної культури і спорту (III рівень акредитації)
- Національний університет фізичного виховання і спорту України (IV рівень акредитації)

## Користь для здоров'я

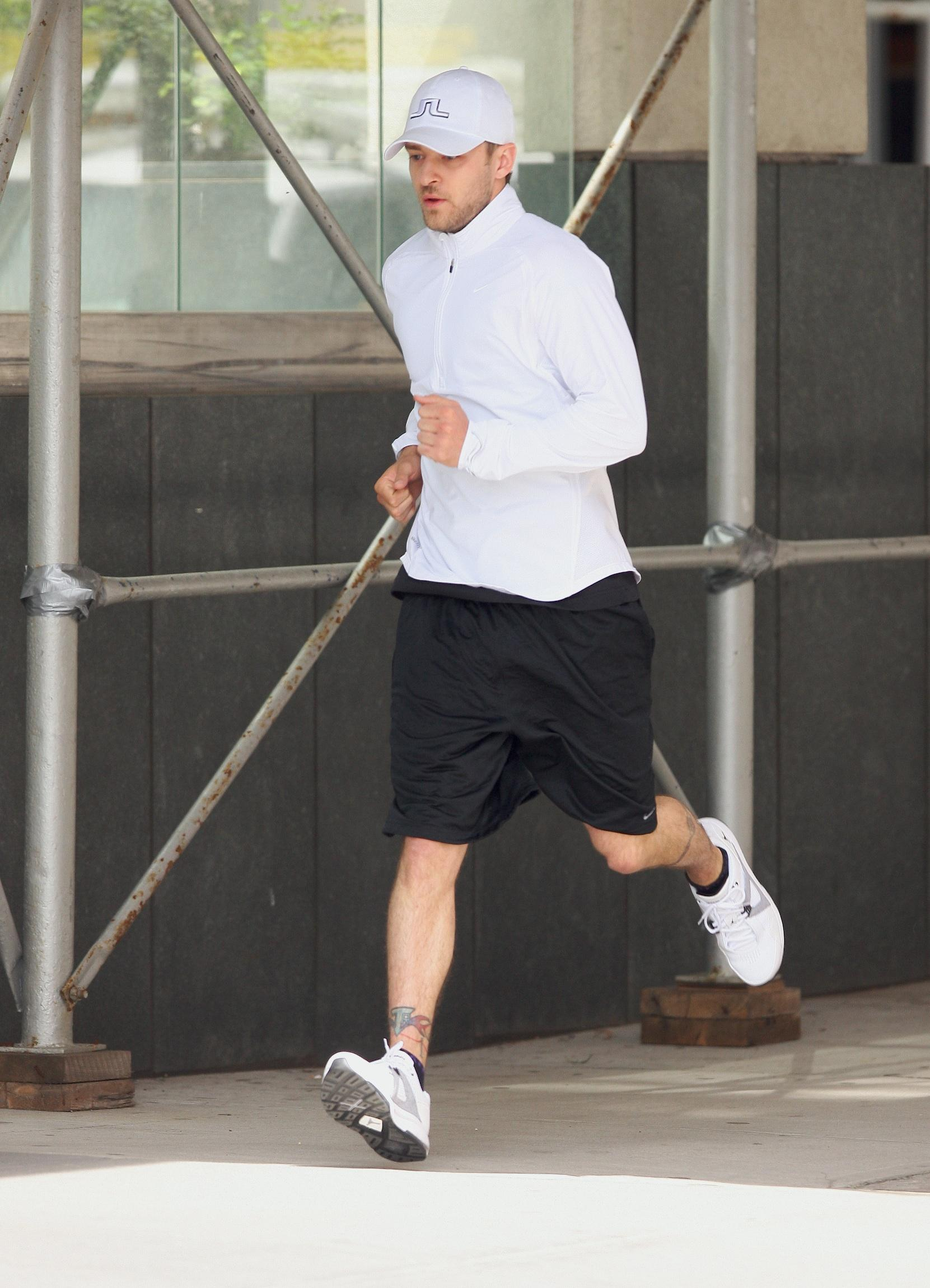
Регулярні помірні фізичні вправи мають значний плив на покращення здоров'я.

Всесвітня організація охорони здоров'я (ВООЗ) вирізняє такі головні позитивні впливи фізичної активності на здоров'я:
- Фізична активність має значні переваги для здоров'я серця, тіла та розуму.
- Фізична активність сприяє запобіганню та лікуванню неінфекційних захворювань.
- Фізична активність зменшує наслідки депресії та тривоги.
- Фізична активність покращує навички мислення, навчання[7] та прийняття рішень.
- Фізична активність забезпечує здорове зростання і розвиток молоді.
- Фізична активність покращує загальне самопочуття.

Люди, які регулярно виконують фізичні вправи, здоровіші, щасливіші, живуть довше й молодші епігенетично, та мають нижчий ризик захворюваності, зокрема, на хвороби серця та онкологічні захворювання. Такі люди частіше мають здорову вагу тіла (індекс маси-тіло), більше м'язової тканини та менше жирової. Дослідження показують, що фізичні навантаження знижують ризики смертності від усіх природних причин, а саме 2½ години на тиждень (відповідно 30 хвилин помірної активності на день протягом 5 днів на тиждень) порівняно з ніякою активністю, пов'язано зі зниженням ризику смертності від усіх причин на 19 %, тоді як 7 годин помірних навантажень на тиждень — на 24 %.

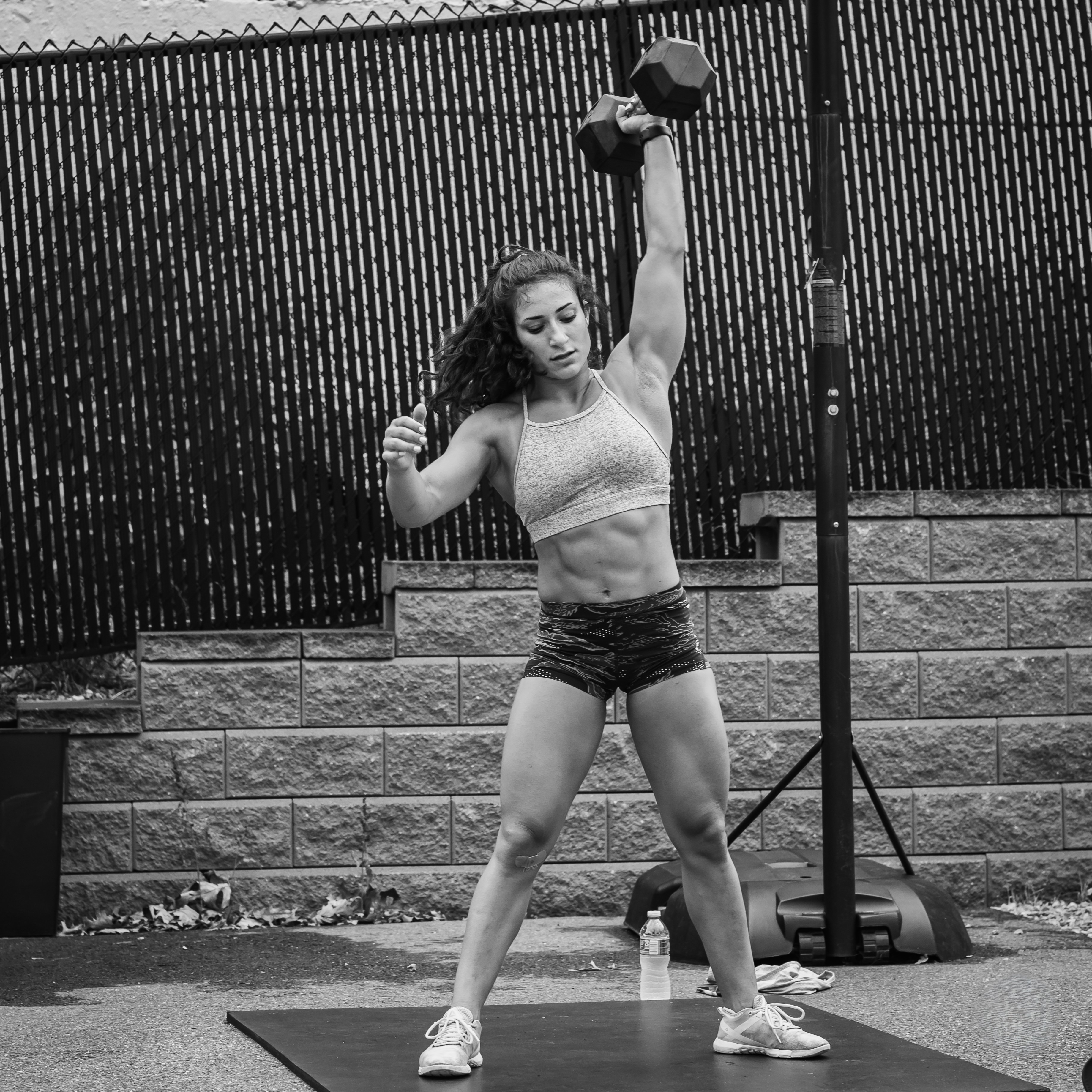
Високоінтенсивне інтервальне тренування є найефективнішим типом тренувань для зменшення жирової маси тіла.

До того ж довільна фізична активність (фізичні вправи, прогулянки, активний транспорт) пов'язана з нижчим рівнем смертності від усіх причин, натомість важка фізична активність на роботі чи городі не має такого здорового впливу на організм або обумовлена вищим рівнем фізичної завантаженості, що може бути пов'язано з меншим внеском аеробного навантаження під час фізичної роботи. Таким чином, дозвільна фізична активність потрібна і для людей, залучених до важкої фізичної праці.
Регулярні фізичні вправи є потужним регулятором чутливості до інсуліну та загального системного метаболізму як через швидкі реакції, викликані кожним тренуванням, так і через хронічну адаптацію. Завдяки цьому, регулярні фізичні вправи значно знижують ризики хронічних метаболічних захворювань, зокрема діабет 2 типу та неалкогольну жирову хворобу печінки.
Добровільні фізичні вправи можуть покращити навчання та розумову працездатність, покращити нейропластичність і пам'ять (покращити кровотік у мозку, підвищити рівень нейротрофічного фактора мозку (BDNF) та інших факторів росту), стимулювати нейрогенез та підвищити стійкість мозку до негативних чинників. З'являється все більше доказів того, що регулярні фізичні вправи можуть сприяти мітохондріальному біогенезу в нейронах мозку, що може сприяти покращенню когнітивних функцій і настрою. Це призвело до зацікавленості у використанні фізичних вправ як немедикаментозного лікування нейродегенеративних розладів та інших неврологічних станів. Дослідження протягом 44 років 1462 жінок віком від 38 до 60 років показало, що висока фізична підготовленість сповільнила вік початку деменції на 9½ років порівняно з середньою фізичною підготовленістю. Дослідження 2022 року показало, що кількість фізичної активності позитивно корелює з масою сірої речовини мозку.
Також ціла низка наукових досліджень доводить дієвість використання крокомірів або подібних мобільних застосунків, для підвищення рівня фізичної активності, і навіть доводить, що їхнє використання сприяє поліпшенню стану здоров'я людей. Вони показують, що після початку використання крокоміра, рівень фізичної активності людей підвищувався, а разом із ним покращувалися й їхні фізичні показники.
Див.також: Здоровий спосіб життя, Фізичні вправи, Фізичне виховання, Силові тренування, Спорт, Туризм.

## Історія фізичної культури

### Радянська Україна
Після Другої світової війни посилено спортові контакти із Заходом, розгорнуто масовий фізкультурний рух, підвищено рівень спортової майстерності. У зв'язку з цим посилився і фізкультурний рух в УРСР. Українські спортсмени, включені в репрезентацію РССР, здобули чималі успіхи в міжнародних змаганнях (Б. Гуревич, Я. Куценко, Б. Шахлін, В. Чукарін, Л. Латиніна, О. Гончаренко, Є. Буланчик, В. Куц, Н. Откаленко, Л. Лисенко-Шевцова, А. Бондарчук та ін.).
На основі постанови ЦК КПРС і Ради Міністрів СРСР від 9 січня 1959 року «Про керівництво фізичною культурою і спортом у країні» Комітет фізичної культури і спорту при Раді Міністрів УРСР перетворено на Союз спортивних товариств і організацій УРСР, підпорядкований Всесоюзному спортивному союзові. обласні, міські, районові й місцеві ради фізичної культури керують працею всіх спортивних організацій, які поділяються на добровільні спортові товариства, колективи фізичної культури (на заводах і фабриках, у колгоспах і радгоспах) чи спортові клуби.
В УРСР діяли 4 республіканські відділи всесоюзних добровільних спортових товариств профспілок, студентське «Буревісник» з близько 400 тисячами членів; «Водник» (профспілка річкового та морського транспорту) з бл. 30 тисячами членів; «Локомотив» (профспілка працівників зал. транспорту) з бл. 380 тис. фізкультурників; «Спартак» (комсомольське товариство) з бл. 900 тис. членів. Працівників міністерства внутрішніх справ і безпеки охоплює «Динамо». Існують дві республіканські спілки: «Авангард» (об'єднує працівників промисловості і будівництва) з понад 2 млн членів і «Колос» (колгоспники, працівники сільськогосподарських організацій) з бл. 3,3 млн членів (1981). Авіація, парашутний спорт, планеризм, автомобілізм, мотоциклізм, радіо, підводний, водно-моторовий, стрілецький та інші військово-технічні види споргу підлягають контролеві українського республіканського відділу Всесоюзного добровільного товариства сприяння армії, авіації та флоту.
З метою пропаганди фізичної культури і спорту за кордоном, головно у міжнародних спортивних федераціях, Комітет фізичної культури і спорту при Раді Міністрів СРСР постановою від 26 лютого 1969 ухвалив створити 48 всесоюзних федерацій для всіх видів спорту, що стали єдиними правними членами міжнародних спортових федерацій. Цією постановою українські федерації підпорядковано всесоюзним і тим позбавлено їхнього самостійного членства у міжнародних спортових організаціях, наслідком чого українські змагуни репрезентують тільки СРСР.
На початку 1981 в УССР було близько 45 тис. фізкультурних колективів з 15 млн членів, 5 млн значківців ГПО (Готовий до праці й оборони, рос. Готов к труду и обороне), понад 4 300 спортсменів-розрядників, понад 6 500 майстрів спорту СРСР, понад 300 майстрів спорту СРСР міжнародного класу, близько 60 заслужених майстрів спорту СРСР; бл. 150 тис. платних фізкультурних працівників (у тому числі бл. 65 тис. — з вищою освітою), три тисячі тренерів та інструкторів, 2,5 тис. класифікованих спортових суддів; понад 315 тис. інструкторів ГПО. Спортові споруди: 160 тисяч спортових майданчиків, у тому числі 20 тис. футбольних полів; понад 13 600 спортових зал, бл. 300 басейнів, 600 лижних баз, 8 тис. стрілецьких тирів, 901 стадіон, плавацький центр у Харкові, веслувальний — у Херсоні та інше. Популярний в Україні туризм диспонує понад 50 туристичними базами і понад 800 туристичними й відпочинковими таборами.
Кадри фізичної культури готують інститути й технікуми у Києві, Львові, Донецьку, Дніпрі, Івано-Франківську та факультети фізичної культури при педагогічних інститутах. У ряді міст діють народні університети фізичної культури і спорту (1980 року їх було бл. 50). Після війни українські спортсмени встановили у різних видах спорту понад 80 світових рекордів, багато європейських та республіканських і союзних рекордів (В. Голубничий, В. Цибуленко, Ігор Тер-Ованесян, Валерій Брумель, Г. Кутенко, В. Борзов, Ю. Сєдих, В. Ященко, В. Крепкіна, Н. Олізаренко, Н. Ткаченко, Л. Жаботинський, С. Рахманов, Ю. Зайцев, І. Мате, С. Полторацький, А. Писаренко, Г. Прозуменщикова, Ю. Фесенко, О. Сидоренко та ін.). Багато українців виступає у збірних командах СРСР на міжнародній арені. 1975 року футбольна дружина «Динамо» (Київ) здобула європейський Кубок кубків та Суперкубок і стала чемпіоном СРСР. У міжнарожних змаганнях успішно виступають й інші клуби України (але тільки під маркою СРСР).
З 1952 року СРСР бере участь в Олімпійських іграх з участю українських спортовців (1952 року на XV Олімпійських іграх у Гельсінкі українські спортовці здобули 5 золотих, 7 срібних і 1 бронзову медаль; 1980 року на XXII ігрищах у Москві — 38 золотих, 19 срібних, 10 бронзових медалей; встановили 3 світові та 6 олімпійських рекордів.
З 1956 року влаштовуються спартакіади з масовою участю змагунів на областному й районному рівні та по містах. Відбуваються і спартакіяди школярів; їхньому фізичному вихованню, фізичній культурі і спортові присвячується багато уваги вже з дошкільного віку. Основні форми фізкультурних вправ: лекції, ранкова зарядка, рухливі гри, позашкільне і позакласне фізкультурне спортове і оздоровче виховання. У нижчих класах вивчаються основні гімнастичні елементи, нескладні рухливі гри, згодом їх ускладнюють і вводять елементи легкої атлетики, лещетарства, плавання тощо. Багато уваги приділяється значкові ГПО (пересічно 2 млн значківців на рік). Існують також дитячо-юнацькі спортивні школи (бл. 900 шкіл, з понад 321 тис. дітей і підлітків). У цих школах і спеціальних класах культивується 43 види спорту.
Інформації про спортове життя дають «Спортивна газета» (тричі на тиждень) і «Старт» (місячник), органи Комітету фізичної культури і спорту при Раді Міністрів УРСР та Українській республіканській ради профспілок.

### Фізична культура в діаспорі
У діаспорі з виїздом нових емігрантів за океан почалася організація спортового життя на нових поселеннях. У США й Канаді наплив нових спортовців скріпив спортове життя й поширив його на різні ділянки: футбол («сокер»), теніс, відбиванка, плавання, лещетарство та інші. Посилилася фізкультурно-виховна праця серед молоді у спортових товариствах і таборах; щорічно влаштовуються спортові ігрища.
1959 року в Нью-Йорку відбулося свято молоді з різними спортовими змаганнями.
1980 року Українська Спортова Централя Америки й Канади спільно зі спортовцями інших поневолених в СРСР народів організувала «Вільну олімпіаду», що відбулася в Етобіко-Торонто (Канада). Українська репрезентація здобула на ній 11 золотих, 8 срібних, 7 бронзових медалей і загальне друге місце після латишів. Ця олімпіада відбуватиметься раз на 4 роки.
Молоді люди з України досягли видатних результатів, зокрема, Річард Сандрак у вісім років був визнаний найсильнішою дитиною у світі.
В інших країнах фізкультурно-спортовий рух зосереджується при організаціях молоді та нечисленних спортових клубах.

### Історія фізичної культури України
- Вербицький В. А. Історія фізичної культури та спорту в Україні: [навчальний посібник] / В. А. Вербицький, І. Г. Бондаренко. — Миколаїв: ЧДУ ім. Петра Могили, 2014. — 340 c. ISBN 978-966-336-323-3
- Історія фізичної культури: навч. посібник / С. М. Філь [та ін.] ; ред. С. М. Філь. — Х. : ОВС, 2003. — 158 с.: іл. — Бібліогр.: с. 154—156. — ISBN 966-7858-29-4
- Історія фізичної культури та спорту: навч. посібник / М. С. Солопчук ; Кам'янець-Подільський держ. педагогічний ун-т. — Кам'янець-Подільський: Абетка-НОВА, 2001. — 235 с.: іл. — Бібліогр.: с. 219. — ISBN 966-7988-28-7
- Історія фізичної культури: навч.-метод. посіб. / Степанюк С. І. [та ін.] ; Херсон. держ. ун-т, Ф-т фіз. виховання та спорту, Каф. теорії та методики фіз. виховання. — 2-ге вид., перероб. і допов. — Херсон: Вишемирський В. С., 2016. — 271 с. : іл., табл., портр. — ISBN 978-617-7273-44-7
- Бака М. Спортивне п'ятиріччя України. К., 1980.
- Чернова І. Розвиток фізичної культури і спорту в УРСР. К. 1959.